# Šenbric
Šenbric este o localitate din comuna Velenje, Slovenia, cu o populație de 167 de locuitori.